# D. J. Conway
Deanna J. Conway (née le 3 mai 1939 et morte le 1er février 2019,) est une auteur anglophone ayant écrit un très grand nombre de livres dans le domaine de la magie, de la Wicca, du druidisme, du chamanisme, de la métaphysique et l'occultisme, et l'auteur de trois romans de fantasy. Née à Hood River, Oregon, d'une famille d'Irlandais et descendante des autochtones d'Amérique du Nord. Elle a étudié les sciences occultes et la religion païenne depuis plus de trente ans. En 1998, elle a été élue Meilleure Wiccane et auteur New Age par Silver Chalice, un magazine néo-païen. Elle est titulaire d'un doctorat en théologie. Plusieurs de ses histoires ont été publiées dans des magazines, et elle a été interviewée dans les magazines et à des émissions télévisées. Elle a également conçu un jeu de tarot, en collaboration avec d'autres auteurs et illustrateurs.

### Fiction
- The Dream Warrior (Book I of the Dream Warrior Trilogy) (1997) Llewellyn Publications  (ISBN 1567181627),  (ISBN 978-1567181623)
- Soothslayer: A Magical Fantasy (Book II of the Dream Warrior Trilogy) (1997) Llewellyn Publications  (ISBN 1567181627),  (ISBN 978-1567181623)
- Warrior of Shadows: The Final Battle (Book III of The Dream Warrior Trilogy) (2002) Llewellyn Publications  (ISBN 1567181783),  (ISBN 978-1567181784)

### Tarot
- Celtic Dragon Tarot - D.J. Conway & Lisa Hunt: Llewellyn Publications (October 1, 1999)
- Shapeshifter Tarot - D.J. Conway, Sirona Knight & Lisa Hunt: Llewellyn Publications (September 1, 2002)  (ISBN 1567183840),   (ISBN 978-1567183849)